# Armenta
Armenta är en ort i Honduras.   Den ligger i Departamento de Cortés, i den västra delen av landet, 180 km nordväst om huvudstaden Tegucigalpa. Armenta ligger 191 meter över havet och antalet invånare är 2 989.